# Óscar Valenzuela Valdés
Óscar Valenzuela Valdés; (Tacna, el 12 de octubre de 1887 (siendo territorio chileno) - Santiago, en 1969). Hijo de Régulo Valenzuela Riveros y Rosa Valdés Arias. Se casó con 'Luz Vera Calvo.
Educado en el Liceo de Tacna y en el Instituto Inglés de Santiago, donde se graduó en Comercio, perfeccionándose en liberalismo económico en Estados Unidos. En 1910 comenzó a actuar en la Bolsa de Comercio de Santiago, institución de la que fue director, dedicándose también a la agricultura.

## Actividades públicas
- Militante del Partido Liberal desde 1910.
- Regidor de la Municipalidad de Santiago (1913-1915).
- Presidente del Partido Liberal (1915-1916).
- Diputado por Arauco, Lebu y Cañete (1915-1918); integró la comisión permanente de Relaciones Exteriores y Colonización.
- Senador por O'Higgins, Colchagua y Curicó (1933-1937); figuró en la comisión permanente de Relaciones Exteriores.
- Presidente del Partido Liberal (1934-1935).
- Senador por O'Higgins y Colchagua (1937-1945); miembro de la comisión permanente de Trabajo y Previsión Social.
- Presidente de la S.A.C. Régulo Valenzuela, destinada a las propiedades y fábrica de municiones (1947).
- Presidente de la firma comercial "A la Ville de Nice"(1949).
- Vicepresidente de INGELSAC (1950).
- Presidente del Partido Liberal (1951-1952).
- Consejero de la Caja Nacional de Ahorros (1952).
- Director del Banco Central (1953).
- Condecorado con la Orden del Sol del Perú; socio del Club de La Unión y del Club Hípico.